# Das Damespiel
Das Damespiel war eine monatlich erscheinende deutsche Sportzeitschrift, die sich ausschließlich dem Spiel Dame in all seinen damals bekannten Varianten widmete.

## Gründung und Inhalt
Die Zeitschrift hatte nur eine sehr kurze Geschichte und erschien zwischen Dezember 1932 und März 1933. Anliegen war es, das damals in Deutschland sehr beliebte, aber meist nur im Familienkreis gespielte Dame im gesamten Deutschen Reich zu strukturieren und zu organisieren. Sie war zugleich Verbandsorgan des fast zeitgleich gegründeten Deutschen Dame-Bundes.
Inhalt waren zum großen Teil Nachdrucke und Besprechungen historischer Damespiele des 19. Jahrhunderts, aber auch aktueller Partien. So etwa in der Ausgabe von März 1933 eine Nachbesprechung des Europameisterschaftsspiels zwischen Jack de Haas und Alfred Molimard.
Gleichsam wurden auch Dame-Probleme aus dem Bereich des Endspiels vorgestellt und die Leser konnten Lösungswege an die Redaktion senden.

## Herausgeber und Verlag
Herausgeber der Zeitschrift war der eigens gegründete Verlag Das Damespiel in Stralsund. Die Hauptschriftleitung hatte Willi Schmidt, Neumühlen 28 in Hamburg-Altona. Die Zeitschrift war zugleich Presseorgan des ebenfalls 1932 gegründeten Verbandes Deutscher Dame-Bund, der seinen Sitz in Stettin hatte.

## Das Ende
Das Ende der Zeitschrift wurde 1933 durch die Auflösung des Deutschen Dame-Bundes verursacht.